# Apple Worldwide Developers Conference
L’Apple Worldwide Developers Conference (WWDC), est un salon annuel donné par Apple en Californie, aux États-Unis, et dont la cible première est l'ensemble des développeurs sur macOS, iPadOS, iOS, watchOS et tvOS.
Il s'agit d'un événement majeur pour la communauté Apple permettant aux différents développeurs de se rencontrer. Pour cette raison, l'ouverture, ou keynote, est un événement très attendu chaque année. De nombreux médias diffusent et analysent le keynote d'ouverture et elle est diffusée en direct sur le site de la firme.
La WWDC a démarré officiellement en 1990 à San José. Après 14 ans à San José, la conférence est transférée en 2003 à San Francisco, où Apple profite toujours de cette occasion pour dévoiler ses nouveaux produits et systèmes d'exploitation lors du discours d'ouverture. En 2017, la WWDC retourne à San José après 14 ans. En 2020 et à la suite de l'épidémie de coronavirus, la WWDC 2020 s'est tenue  exclusivement en ligne  du 22 au 26 juin 2020 et de façon similaire l'année suivante lors de la WWDC 2021 du 7 au 11 juin 2021. Depuis 2022, la conférence est organisée en présentielle et en ligne. 

## Éditions
| Édition   | Date                         | Lieu                                      |
| --------- | ---------------------------- | ----------------------------------------- |
| WWDC 1990 | du 7 au 11 mai 1990          | San Jose Convention Center (en)           |
| WWDC 1991 | du 13 au 17 mai 1991         | San Jose Convention Center (en)           |
| WWDC 1992 | du 11 au 15 mai 1992         | San Jose Convention Center (en)           |
| WWDC 1993 | du 10 au 14 mai 1993         | San Jose Convention Center (en)           |
| WWDC 1994 | du 15 au 20 mai 1994         | San Jose Convention Center (en)           |
| WWDC 1995 | du 8 au 12 mai 1995          | San Jose Convention Center (en)           |
| WWDC 1996 | du 13 au 17 mai 1996         | San Jose Convention Center (en)           |
| WWDC 1997 | du 13 au 16 mai 1997         | San Jose Convention Center (en)           |
| WWDC 1998 | du 11 au 15 mai 1998         | San Jose Convention Center (en)           |
| WWDC 1999 | du 10 au 14 mai 1999         | San Jose Convention Center (en)           |
| WWDC 2000 | du 15 au 19 mai 2000         | San Jose Convention Center (en)           |
| WWDC 2001 | du 21 au 25 mai 2001         | San Jose Convention Center (en)           |
| WWDC 2002 | du 6 au 10 mai 2002          | San Jose Convention Center (en)           |
| WWDC 2003 | du 23 au 27 juin 2003        | Moscone West                              |
| WWDC 2004 | du 23 juin au 2 juillet 2004 | Moscone West                              |
| WWDC 2005 | du 6 au 10 juin 2005         | Moscone West                              |
| WWDC 2006 | du 7 au 11 août 2006         | Moscone West                              |
| WWDC 2007 | du 11 au 15 juin 2007        | Moscone West                              |
| WWDC 2008 | du 9 au 13 juin 2008         | Moscone West                              |
| WWDC 2009 | du 8 au 12 juin 2009         | Moscone West                              |
| WWDC 2010 | du 7 au 11 juin 2010         | Moscone West                              |
| WWDC 2011 | du 6 au 10 juin 2011         | Moscone West                              |
| WWDC 2012 | du 11 au 15 juin 2012        | Moscone West                              |
| WWDC 2013 | du 10 au 14 juin 2013        | Moscone West                              |
| WWDC 2014 | du 2 au 6 juin 2014          | Moscone West                              |
| WWDC 2015 | du 8 au 12 juin 2015         | Moscone West                              |
| WWDC 2016 | du 13 au 17 juin 2016        | Bill Graham Civic Auditorium Moscone West |
| WWDC 2017 | du 5 au 9 juin 2017          | San Jose Convention Center (en)           |
| WWDC 2018 | du 4 au 8 juin 2018          | San Jose Convention Center (en)           |
| WWDC 2019 | du 3 au 7 juin 2019          | San Jose Convention Center (en)           |
| WWDC 2020 | du 22 au 26 juin 2020        | Conférence exclusivement en ligne         |
| WWDC 2021 | du 7 au 11 juin 2021         | Conférence exclusivement en ligne         |
| WWDC 2022 | du 6 au 10 juin 2022         | Apple Park                                |
| WWDC 2023 | du 5 au 9 juin 2023          | Apple Park                                |
| WWDC 2024 | du 10 au 14 juin 2024        | Apple Park                                |
| WWDC 2025 | du 9 au 13 juin 2025         | Apple Park                                |

## Historique
La première édition de la WWDC a eu lieu en 1983 au Dunfey Hotel à San Mateo, en Californie.

### 2003
- Introduction du Power Mac G5.
- Avant première de Mac OS X Panther (10.3).

### 2004
- Introduction des écrans Apple Cinema 23 et 30 pouces.
- Avant première de Mac OS X Tiger (10.4).

### 2005

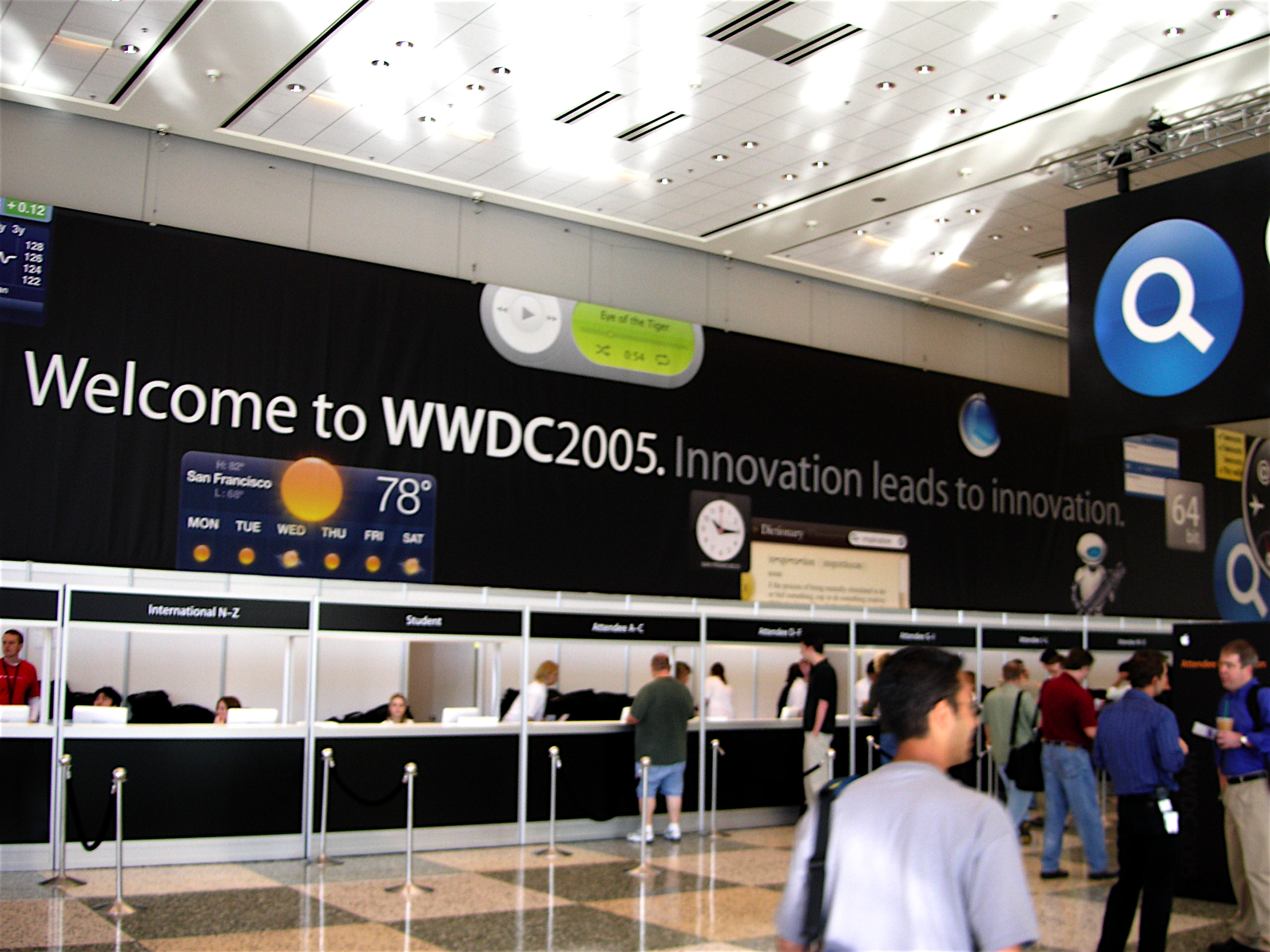
WWDC 2005 au Moscone Center.

- Annonce de la transition des Mac vers des processeurs Intel[4].

### 2006
- Introduction du Mac Pro[5]
- Présentation (partielle) de Mac OS X Leopard (10.5)

### 2007
- Lancement de l'iPhone
- Présentation de Mac OS X Leopard, la nouvelle version du système d'exploitation d'Apple.
- Annonce de la disponibilité de Safari pour Windows XP et Windows Vista

### 2008
- Présentation d'iPhone OS 2.0
- Présentation d'un nouvel iPhone, l'iPhone 3G
- Nouveau design Unibody des MacBook et MacBook Pro

### 2009
- Le MacBook Unibody devient un MacBook Pro 13"
- Présentation de Mac OS X Snow Leopard (10.6)
- iPhone OS 3.0
- Présentation d'un nouvel iPhone qui porte le nom de 3GS (« S » pour Speed)

### 2010
- Présentation de l'iPhone 4, introduit comme la mise à jour la plus importante depuis la première version de l'iPhone
- Évènement consacré à iPhone OS re-nommé en iOS durant la keynote
- iOS 4.0
- FaceTime[6]

### 2011
- Présentation de iCloud[7]
- Mac OS X Lion (10.7)
- iOS 5.0[8]

### 2012
- Renouvellement de la gamme MacBook Air et Pro et apparition du MacBook Pro « Retina »[9]
- OS X Mountain Lion (10.8)
- iOS 6.0 (lancement à l'automne 2012)
- Apple Plans[10]

### 2013
- OS X Mavericks (10.9)[11]
- Présentation d'iWork dans iCloud
- Présentation de iCloud Keychain

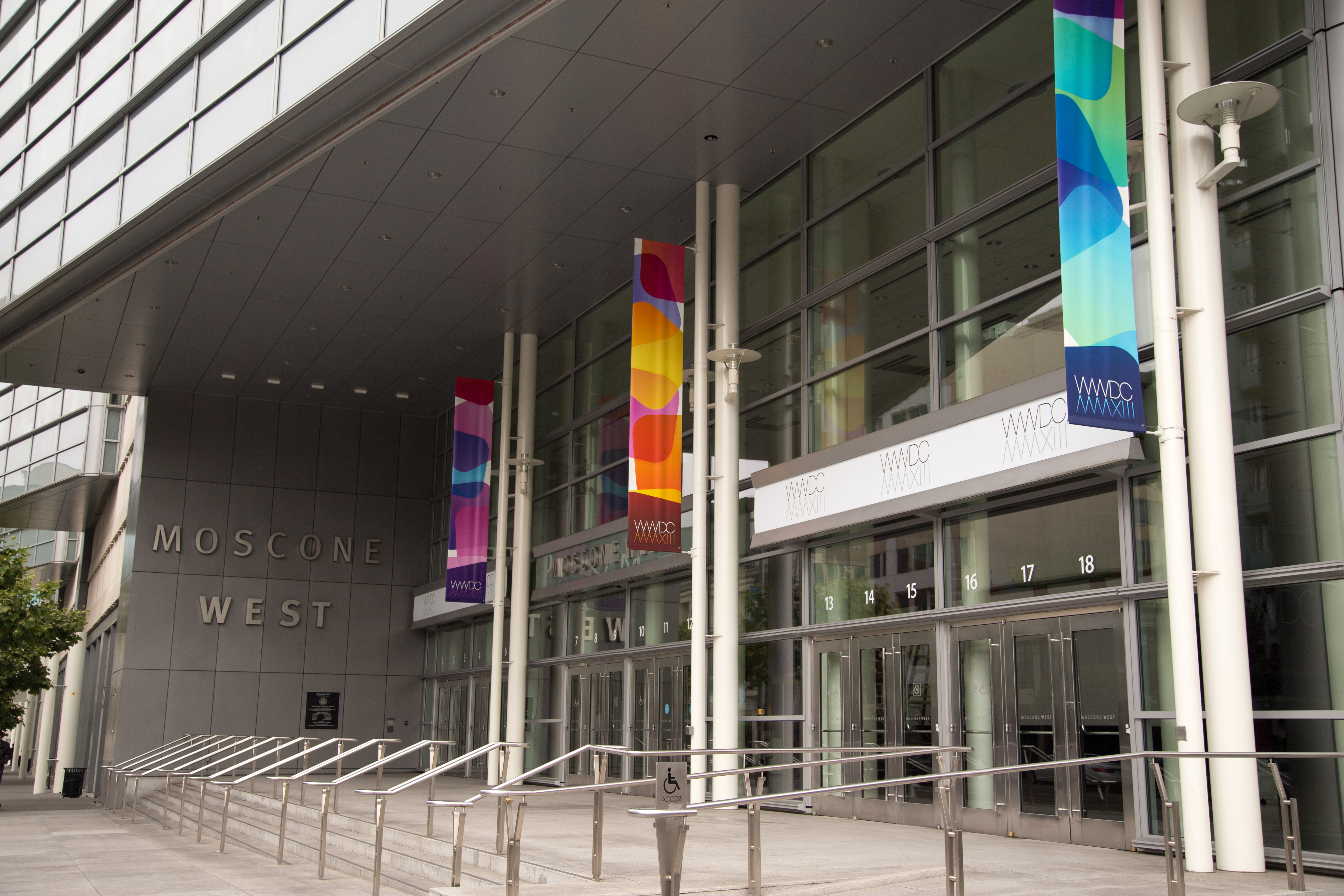
WWDC 2013 au Moscone Center.

- Renouvellement de la gamme des MacBook Air avec l'introduction des processeurs Intel Haswell
- Présentation d'un nouveau modèle de Mac Pro
- iOS 7.0 (lancement à l'automne 2013)[12]
- Présentation du service de streaming musical iTunes Radio
- FaceTime Audio

### 2014
La conférence se déroule du 2 au 6 juin 2014 à San Francisco.
- OS X Yosemite (10.10)
- iOS 8.0 (lancement à l'automne 2014)
- Présentation du langage de programmation Swift, qui a pour ambition de prendre la place de l'Objective-C[13].
- Présentation de nombreux SDKs
  - HomeKit
  - HealthKit
  - PhotoKit
  - CloudKit
  - SpriteKit
  - SceneKit
- Présentation de quelques APIs
  - API graphique Metal sur iOS
  - CameraAPI
  - Une API permettant aux développeurs d'utiliser Touch ID

### 2015
La conférence se déroule du 8 au 12 juin 2015 à San Francisco.
- OS X El Capitan (10.11)
- iOS 9.0 (lancement à l'automne 2015)
- watchOS 2
- Langage de programmation Swift 2.0
- API graphique Metal sur OS X
- Apple Music

### 2016
La conférence se déroule du 13 au 17 juin 2016 à San Francisco.
- macOS Sierra (10.12)
- iOS 10 (lancement à l'automne 2016)
- watchOS 3
- tvOS 10
- Langage de programmation Swift 3.0
- APFS : nouveau système de fichiers 64 bits
- SiriKit, Messages

### 2017

Logo de la WWDC 2017.

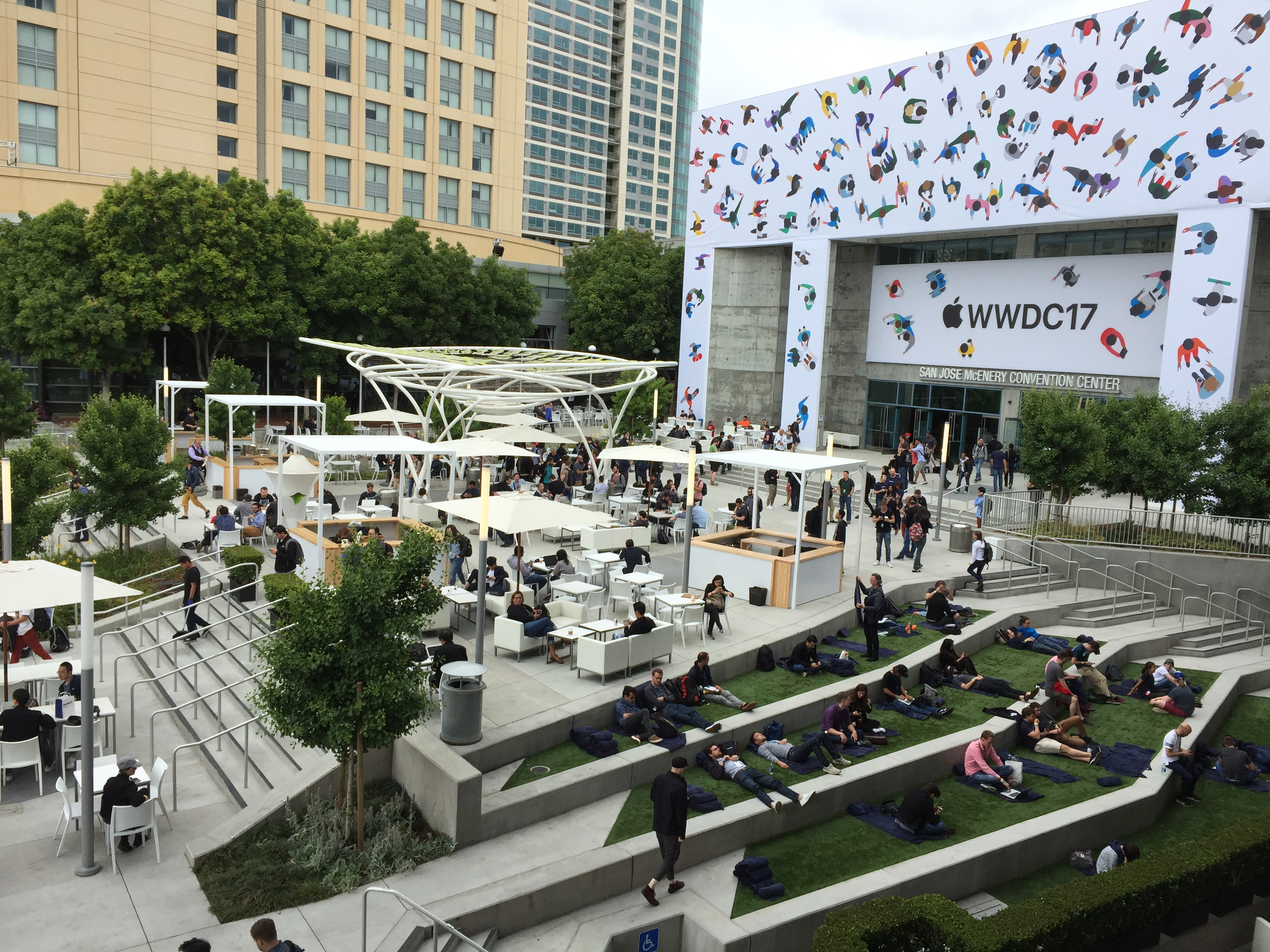
WWDC 2017 au San Jose Convention Center.

La conférence se déroule du 5 au 9 juin 2017 à San José.
- macOS High Sierra (10.13)[14]
- iOS 11 (lancement à l'automne 2017)
- watchOS 4
- tvOS 11
- Langage de programmation Swift 4.0[15]
- Généralisation du nouveau système de fichiers APFS
- Présentation des nouveaux MacBook, MacBook Pro, iPad Pro, iMac et iMac Pro
- Présentation de la nouvelle enceinte HomePod[16]
- ARKit : Réalité augmentée sur iOS
- Réalité virtuelle sur Mac
- API graphique Metal 2

### 2018

Logo de la WWDC 2018.

La conférence se déroule du 4 au 8 juin 2018 à San José.
- macOS Mojave (10.14)
- iOS 12
- watchOS 5
- tvOS 12
- Langage de programmation Swift 4.2
- Nouveau Mac App Store
- FaceTime de groupe jusqu'à 32 personnes[17]
- ARKit 2.0

### 2019

Logo de la WWDC 2019.

La conférence se déroule du 3 au 7 juin 2019 à San José.
- macOS Catalina (10.15)
- iOS 13[18]
- watchOS 6
- tvOS 13
- iPadOS
- Présentation d'un nouveau modèle de Mac Pro
- ARKit 3.0
- Catalyst
- SwiftUI
- Fin d'iTunes sur macOS
- Fonctionnalité « Connexion avec Apple »[19]
- Présentation de gameplay de Minecraft Earth

### 2020

Logo de la WWDC 2020.

Pour la première fois depuis son lancement et en raison de l'épidémie de coronavirus, l'édition 2020 de la WWDC ne fut pas un événement physique mais une « expérience en ligne » proposée par Apple. L'événement s'est déroulé du 22 au 26 juin 2020 dans un format en ligne « entièrement nouveau ». La conférence principale s'est déroulée le 22 juin 2020, suivie de conférences tenues par des ingénieurs, de rendez-vous par visioconférence avec des développeurs Apple et d'un défi de programmation en Swift pour étudiants.
- Annonce de la Transition des Macintosh vers l'ARM
- macOS Big Sur (11)
- iOS 14
- iPadOS 14
- watchOS 7
- tvOS 14
- ARKit 4.0

### 2021
Pour la seconde fois consécutive, l'édition 2021 de la WWDC s'est tenue du 7 au 11 juin 2021 en ligne.
- macOS Monterey (12)
- iOS 15
- iPadOS 15
- watchOS 8
- tvOS 15
- Xcode Cloud
- iCloud+

### 2022
La WWDC 2022 débute une troisième fois en ligne en raison de la crise sanitaire le 6 juin 2022 pour annoncer :
- macOS Ventura (13)
- iOS 16
- iPadOS 16
- watchOS 9
- tvOS 16
- Nouveaux MacBook Air et MacBook Pro 13"
- Puce Apple M2
- API graphique Metal 3[23],[24],[25].

### 2023
La WWDC 2023 s’est déroulée dans un format hybride, avec une première journée en présentiel incluant les conférences principales Keynote et State of the Union, suivie de quatre jours d’ateliers en visioconférence.
- macOS Sonoma (14)
- iOS 17
- iPadOS 17
- watchOS 10
- tvOS 17
- Présentation des nouveaux MacBook Air, Mac Studio et Mac Pro
- Apple Vision Pro
- visionOS

### 2024
La WWDC 2024 nommée "Action Packed", s'est déroulée du 10 juin 2024 au 14 juin 2024, voici les différentes annonces :  
- macOS Sequoia
- iOS 18
- iPadOS 18
- watchOS 11
- tvOS 18
- visionOS 2
- Apple Intelligence

### 2025
La WWDC 2025 a été annoncée le 25 mars 2025 et se déroulera du 9 au 13 juin 2025.
- macOS Tahoe
- iOS 26
- iPadOS 26
- watchOS 26
- tvOS 26
- visionOS 26